# Isha Foundation
Die Isha Foundation ist eine gemeinnützige, spirituelle Organisation, die 1992 in der Nähe von Coimbatore, Tamil Nadu, Indien, von Sadhguru (Jaggi Vasudev) gegründet wurde. Sie bietet im Isha Yoga Zentrum Yoga-Programme unter dem Namen "Isha Yoga" an und wird fast vollständig von Freiwilligen betrieben. Der Name "Isha" steht laut Sadhguru für das "formlose Göttliche".

## Isha Yoga

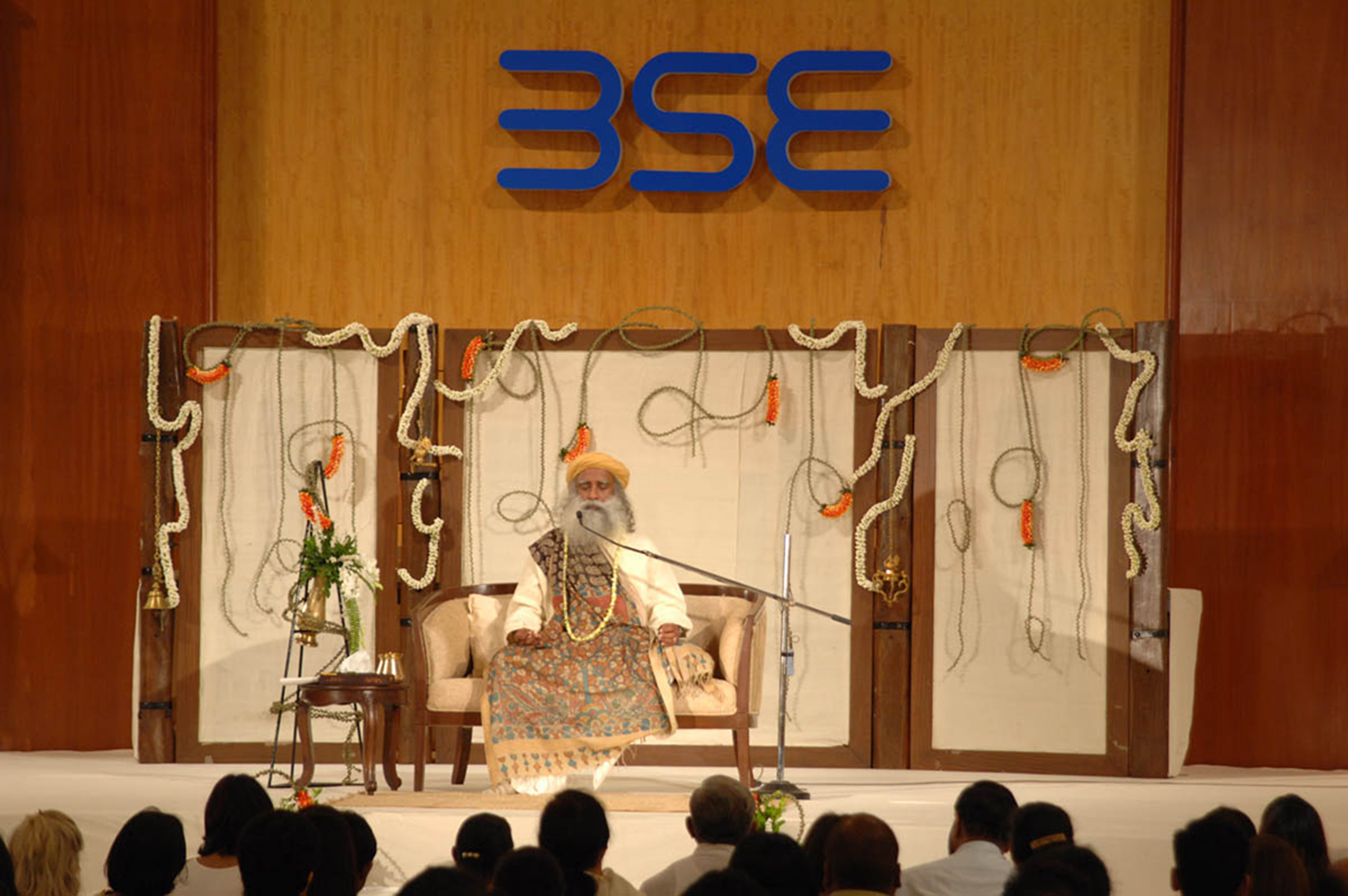
Vasudev während eines "Inner Engineering" Programms bei BSE in Mumbai

Zentraler Bestandteil des Isha Yogas sind verschiedene Yoga-Programme und Übungen (Sadhana), die darauf abzielen, das mentale und körperliche Wohlbefinden zu fördern. Das 1994 gegründete Yoga-Zentrum der Isha Foundation dient als Hauptsitz und spirituelles Zentrum der Stiftung. Der Yoga-Stil integriert Elemente des Hatha Yogas, Chantings, Atemübungen (Pranayama) und Meditation. Die Programme der Isha Foundation werden sowohl online als auch vor Ort angeboten.

## Aktivitäten
Yogakurse für Führungskräfte der Isha Foundation zielen darauf ab, „Mitgefühl und Inklusivität“ in die Geschäftswelt zu bringen. Zusätzlich werden Managementkurse im Rahmen der Sadhguru Academy angeboten, darunter das hochpreisige Programm "Business Leadership Insights" für 6.500 US-Dollar pro Person.
1996 wurde ein Yoga-Kurs für das indische Nationalteam im Hockey durchgeführt. Im Jahr 1997 startete die Stiftung ihre Yoga-Programme in den USA und 1998 folgten Kurse für lebenslänglich Verurteilte in Tamil Nadu.
Neben den Isha Yoga-Programmen werden regelmäßig Satsangs und Vorträge mit Sadhguru veranstaltet, bei denen er Vorträge hält, Meditationen leitet und Fragen beantwortet. Die Isha Foundation organisiert jährlich Pilgerreisen (Yatras) zum Mount Kailash und in den Himalaya unter dem Programm "Isha Sacred Walks". Darüber hinaus engagiert sich die Stiftung aktiv mit sozialen und umweltbezogenen Projekten vorrangig in Tamil Nadu.
Das Zentrum veranstaltet jährlich ein siebentägiges Musik- und Tanzfestival, das in der nächtlichen Feier von Mahashivaratri, einem der wichtigsten Hindu-Feste zu Ehren Shivas, gipfelt.
Die Isha Foundation verkauft unter dem Namen Isha Life verschiedene Produkte wie Yoga-Matten, Pflegeprodukte und Accessoires. Der US-Zweig der Stiftung verzeichnete 2022 Einnahmen von 40 Millionen US-Dollar.

## Soziale und umweltbezogene Initiativen

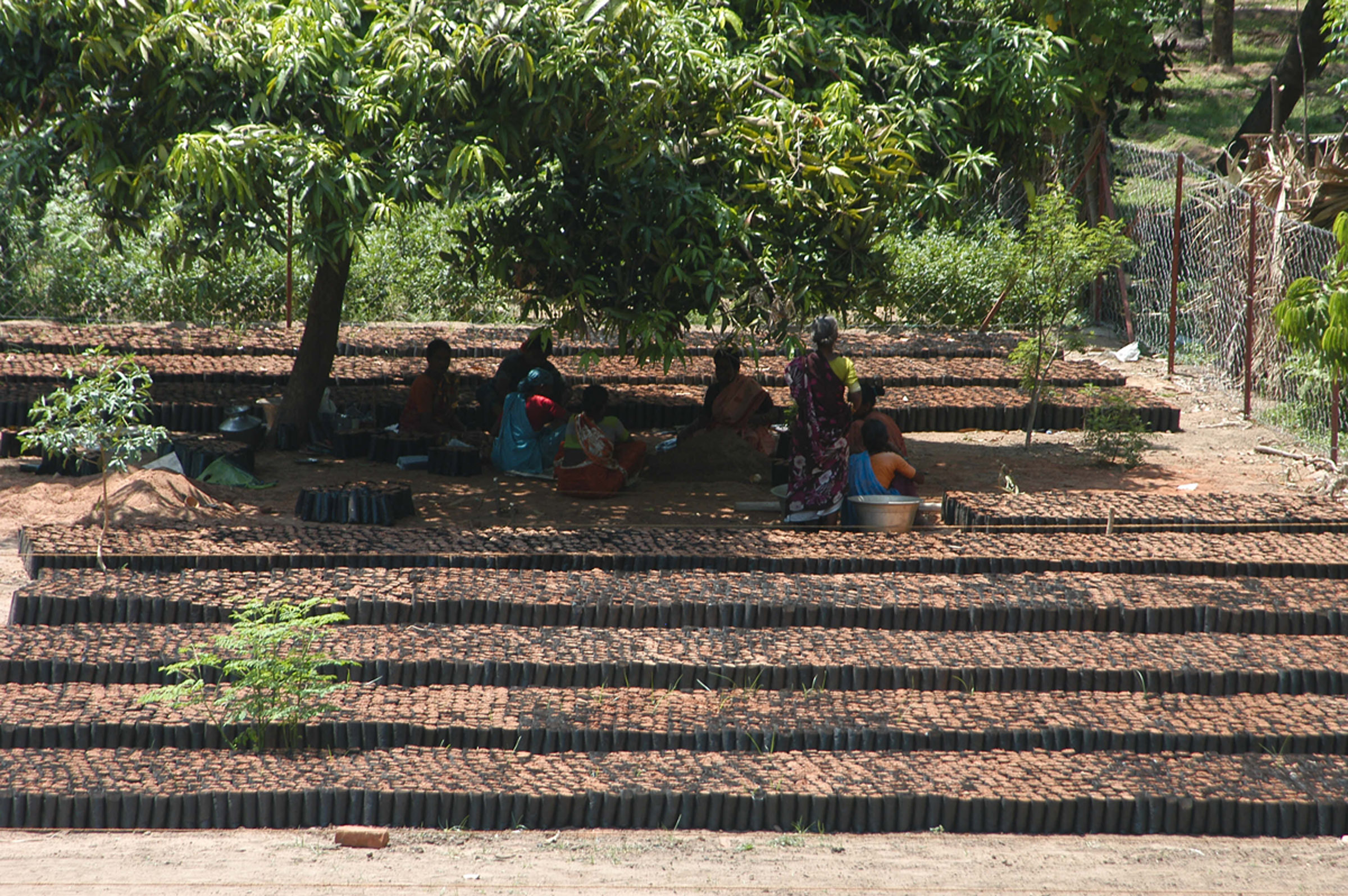
In einer Baumschule des Project GreenHands (PGH) werden Setzlinge für den Transport vorbereitet.

### Projekt GreenHands
Das von Sadhguru initiierte Project GreenHands (PGH) wurde 2004 als Umweltorganisation gegründet, mit einem Schwerpunkt auf Aktivitäten in Tamil Nadu. 2010 erhielt PGH den Indira Gandhi Paryavaran Puraskar, einen Umweltpreis der indischen Regierung. Zu den Hauptaktivitäten gehört die Einführung von Agroforstwirtschaft auf Kleinbauern, die Einrichtung von Baumschulen in Schulen, und Aufforstungsprojekte in städtischen Regionen wie etwa in Tiruchirappalli und Tiruppur.

### Action for Rural Rejuvenation
Action for Rural Rejuvenation ist ein gesundheits- und gemeindeorientiertes Programm, das 2003 gegründet wurde und ländliche Regionen in Tamil Nadu unterstützt. Bis 2010 operierte das Programm in 4.200 Dörfern und erreichte sieben Millionen Menschen. Es konzentriert sich auf die Verbesserung der Gesundheitsversorgung und des sozialen Wohlstands in diesen Gebieten durch gezielte Entwicklungsprogramme.
Action for Rural Rejuvenation organisiert jährlich das Gramotsavam-Sportfest in Tamil Nadu, das darauf abzielt, Sport als integralen Bestandteil des Alltags in ländlichen Gemeinden zu etablieren, um das körperliche und geistige Wohlbefinden der ländlichen Bevölkerung zu fördern. Für diese Initiative erhielt die Isha Foundation 2018 den National Sports Promotion Award Indiens in der Kategorie "Sport for Development" in Anerkennung ihres Beitrags zur sozialen Entwicklung durch Sport.

### Isha Vidhya

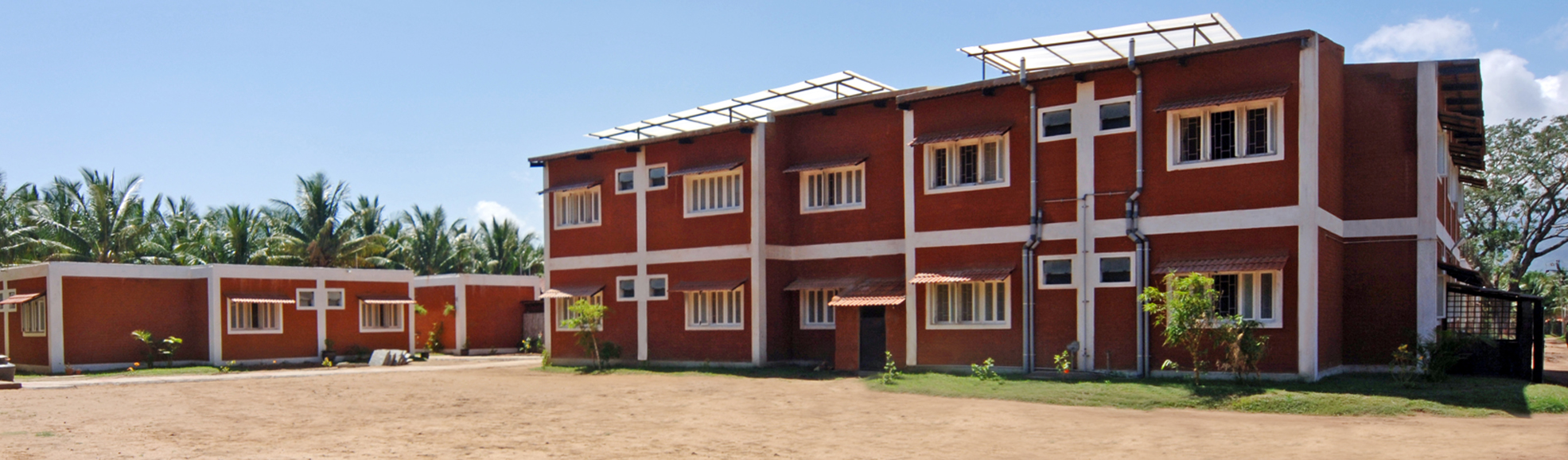
Isha Home School.

Isha Vidhya, eine Bildungsinitiative der Isha Foundation, zielt darauf ab, die Bildung und Alphabetisierung in ländlichen Gebieten Indiens zu verbessern, indem Kindern eine qualitativ hochwertige, englischsprachige und computergestützte Bildung geboten wird. 2010 unterstützte die Life Insurance Corporation of India den Bau einer Isha Vidhya-Schule in Coimbatore. Im Jahr 2012 existierten bereits sieben Isha Vidhya Schulen mit etwa 3000 Schülern. Im März 2022 wurde eine Kooperation mit Byju's verkündet, um benachteiligten Kindern in Tamil Nadu und Andhra Pradesh digitale Lernwerkzeuge bereitzustellen.

### Rally for Rivers
Rally for Rivers ist eine landesweite Kampagne, die 2017 von der Isha Foundation ins Leben gerufen wurde, um das Bewusstsein für die Wasserknappheit in den indischen Flüssen zu schärfen. Vasudev startete die Kampagne am 3. September im Isha Yoga Zentrum in Coimbatore. Am 3. Oktober präsentierte Vasudev einen Entwurf für einen Flussrevitalisierungsplan dem indischen Premierminister Narendra Modi. Die Bundesstaaten Karnataka, Assam, Chhattisgarh, Punjab, Maharashtra und Gujarat unterzeichneten Absichtserklärungen mit der Isha Foundation, um Bäume entlang der Flussufer zu pflanzen. Niti Aayog und das indische Ministerium für Wasserressourcen bildeten Komitees, um den Entwurf zu überprüfen. Im Rahmen der „Rally for Rivers“-Kampagne wurde die „Cauvery Calling“-Initiative ins Leben gerufen, die sich vor allem auf den Fluss Kaveri konzentriert. Bei einer Konferenz in Deutschland im November diskutierte der Exekutivdirektor des Umweltprogramms der Vereinten Nationen, Erik Solheim, mit Vasudev, wie Umweltprogramme weltweit von dem Erfolg der „Rally for Rivers“ profitieren könnten.

### Cauvery Calling
Das Projekt „Cauvery Calling“ unterstützt Landwirte dabei, schätzungsweise 2,4 Milliarden Bäume durch Agroforstwirtschaft zu pflanzen und so ein Drittel des Kaveri-Beckens mit Bäumen zu bedecken, um es zu erhalten. Das Projekt wurde von Politikern und Mitgliedern der Filmindustrie gelobt, jedoch kritisierten Umweltschützer und öffentliche Intellektuelle, dass es eine vereinfachte Sicht auf den Flussschutz darstelle und soziale Probleme sowie potenzielle Schäden an Nebenflüssen und Lebensräumen ignoriere.
Eine öffentliche Klage wurde beim Karnataka High Court eingereicht, die die Rechtmäßigkeit der Fundraising-Praktiken der Initiative und die Nutzung von staatlichem Land für private Zwecke ohne unterstützende Studien in Frage stellte. Im Januar 2020 entschied das Gericht, dass die Stiftung Einzelheiten zu ihren Fundraising-Praktiken im Zusammenhang mit der Initiative offenlegen muss. Im Jahr 2021 wurde eine Klage vor dem Obersten Gerichtshof des indischen Bundesstaates Karnataka eingereicht, in der argumentiert wurde, dass eine private Organisation wie die Isha Foundation keine Aufforstungsmaßnahmen auf staatlichem Land durchführen sollte, ohne die Lebensfähigkeit der Maßnahmen nachzuweisen. Die Klage wurde abgewiesen, da das Gericht feststellte, dass die groß angelegten Aufforstungsprojekte der Isha Foundation als notwendiger Beitrag angesehen werden, um den Rückgang des Waldbestands zu bekämpfen und den Planeten zu schützen.

### Save Soil
Die „Save Soil“-Bewegung ist eine internationale Initiative zur Sensibilisierung für die Gesundheit des Bodens. Im Rahmen der Kampagne absolvierte Vasudev eine 100-tägige, 30.000 km lange Reise von London nach Südindien, um sich mit Regierungsvertretern, internationalen Organisationen und interessierten Bürgern zu treffen. Die UN-Konvention zur Bekämpfung der Wüstenbildung und das Welternährungsprogramm der Vereinten Nationen haben sich mit der Organisation zusammengeschlossen, um die Bodendegradation und ihre Auswirkungen zu bekämpfen. Länder wie Barbados und indische Bundesstaaten wie Rajasthan und Gujarat haben eine Absichtserklärung mit „Save Soil“ unterzeichnet. Im Rahmen dieser Bemühungen hat die Stiftung in Städten Nordamerikas auch Walkathons für „Save Soil“ veranstaltet.
Kritiker bemängeln jedoch, dass nicht genügend öffentlich-private Partnerschaften eingegangen werden.

## Ashram

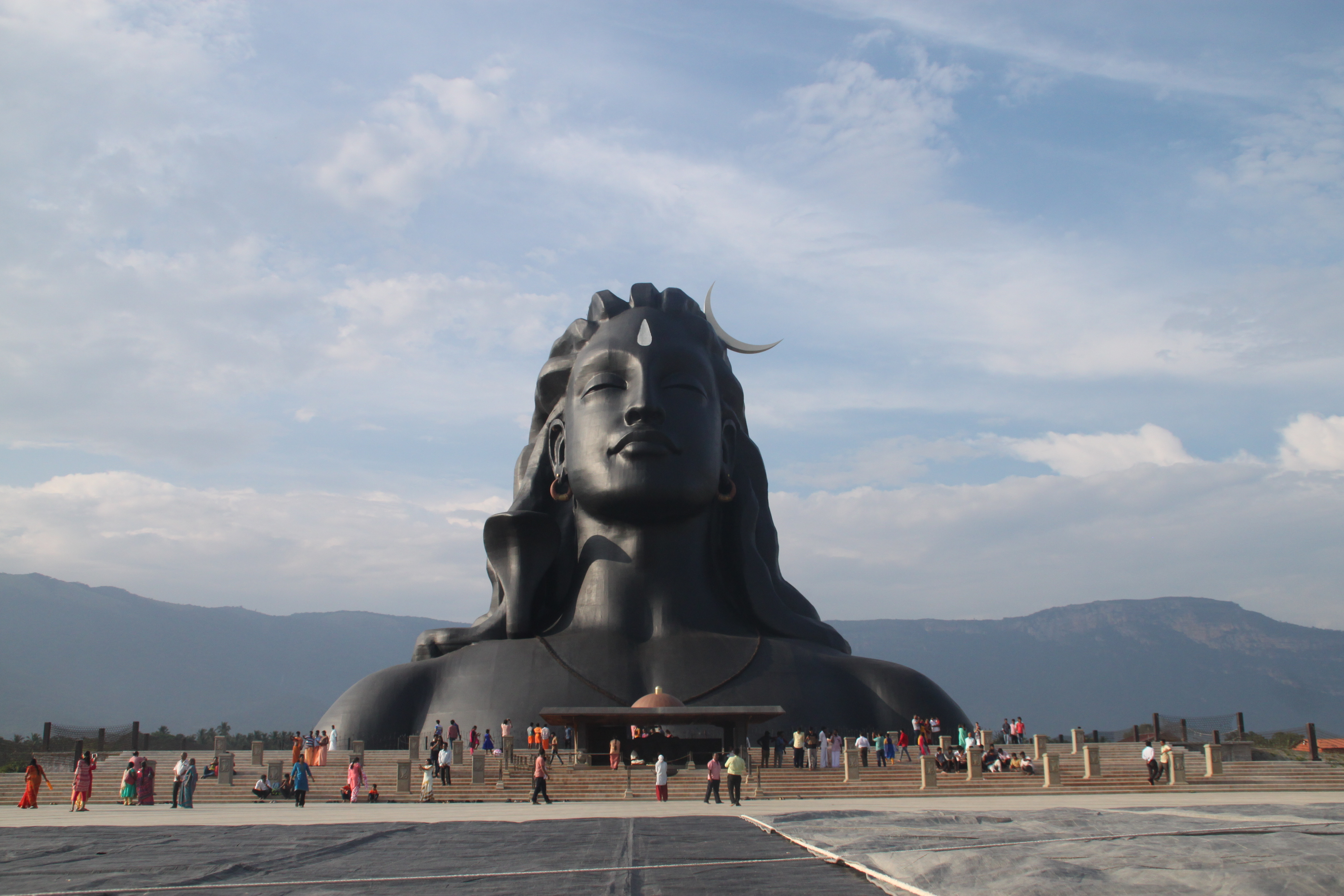
Adiyogi Shiva Statue vor dem Ashram der Isha Foundation in der Nähe von Coimbatore, Tamil Nadu, Indien.

Der Hauptsitz der Isha Foundation befindet sich im Isha Yoga Center, einem Ashram am Fuße der Velliangiri-Berge, angrenzend an das Nilgiris-Biosphärenreservat, etwa vierzig Kilometer von der Stadt Coimbatore im indischen Bundesstaat Tamil Nadu entfernt. Der Ashram beherbergt mehrere tausend Bewohner und zieht täglich tausende Besucher an. Rund 217 Brahmacharis (145 Männer und 72 Frauen) leben als Mönche und Nonnen in den Zentren in Coimbatore und Bengaluru. Der Ashram bietet neben einer integrierten Home School auch ein Gesundheitszentrum mit ayurvedischen Angeboten.
Weitere Zentren existieren in Tennessee, USA oder befinden sich aktuell im Aufbau in Delhi, Bengaluru und Mumbai.

### Adiyogi Shiva Statue
Vasudev entwarf die 112 Fuß hohe Adiyogi Shiva Statue im Isha Yoga Zentrum. Sie wurde am 24. Februar 2017 im Rahmen der Mahashivaratri Feierlichkeiten vom indischen Premierminister Narendra Modi eingeweiht. Die Statue stellt Shiva als den ersten Yogi, Adiyogi, und ersten Guru, Adi Guru, dar, der der Menschheit Yoga überbrachte. Sie wurde von der Isha Foundation aus 20.000 einzelnen Eisenplatten gebaut und wiegt etwa 500 Tonnen und ist laut Guinness World Records die weltweit größte Büstenstatue.

## Kontroversen

### Landnutzung im Isha Yoga Center Coimbatore
Die Isha Foundation sieht sich häufig mit wiederkehrenden Vorwürfen konfrontiert, illegale Landnutzung betrieben und gegen Bauvorschriften verstoßen zu haben. In einer offiziellen Stellungnahme legt die Stiftung jedoch Dokumente und Satellitenbilder vor, die belegen sollen, dass alle erforderlichen Genehmigungen vorlagen und keine Wälder gerodet wurden. Unterstützung erhält die Isha Foundation von Ortsansässigen der umliegenden Dörfer, die betonen, dass die Vorwürfe von externen Interessengruppen kommen, die den Ruf des Zentrums ohne fundierte Gründe schädigen wollen.

### Vorwürfe der Freiheitsberaubung
Im Jahr 2016 behauptete ein Paar, dass ihre beiden erwachsenen Töchter im Zentrum festgehalten würden. Die Isha Foundation wies die Anschuldigung zurück und veröffentlichte eine Erklärung der Frauen, die betonten, dass sie freiwillig dort seien. Der Fall wurde noch im gleichen Jahr vor Gericht abgewiesen. 2024 wurde vom Vater erneut eine Klage eingereicht und eine großangelegte Durchsuchung eingeleitet. Erneut bestätigten die beiden erwachsenen Töchter, dass diese freiwillig im Ashram seien und z. B. auch an öffentlichen Marathonläufen in anderen indischen Großstädten teilnehmen würden. In einem Interview mit der indischen Online-Zeitung ThePrint gab der pensionierte Professor folgenden Beweggrund an: "Ich wandte mich mit einer Petition an viele Regierungsbeamte. Bei einer der Untersuchungen durch den Bezirkssammler argumentierte ich, dass es die Pflicht der Töchter sei, für ihre Eltern im Alter zu sorgen."
Eine andere Frau erhob 2016 durch die Presse ebenfalls den Vorwurf, dass ihr erwachsener Sohn festgehalten werde.

## Bibliographie
- C. Gobalakrishnan (2019), Sociology of Medical Tourism, Chennai: MJP Publisher, ISBN 978-81-8094-291-4.
- Hudson, Simon; Hudson, Louise (2017), Marketing for Tourism, Hospitality & Events: A Global & Digital Approach, London, etc.: SAGE, ISBN 978-1-5264-1437-3.
- Simone, Cheryl; Vasudev, Jaggi (2008), Midnights with the Mystic: A Little Guide to Freedom and Bliss, Hampton Roads Publishing, ISBN 978-1-61283-113-8.
- Waghorne, Joanne Punzo (2013), "Engineering an Artful Practice: On Jaggi Vasudev's Isha Yoga and Sri Sri Ravi Shankar's Art of Living", in Mark Singleton; Ellen Goldberg (eds.), Gurus of Modern Yoga, Oxford University Press, ISBN 978-0-19-993872-8, S. 283–307.